# Tommy Ramone
Tamás Erdélyi (Budapest, 29 de enero de 1949- Queens, Nueva York, 11 de julio de 2014),más conocido como Tommy Ramone o Thomas Erdélyi, fue un músico húngaro y el primer baterista y fundador de la banda Punk rock Ramones. Fue el responsable de recomendar que Joey Ramone abandonara la batería para cumplir el rol de vocalista. Participó en la banda hasta 1978 cuando grabó su último álbum de estudio, Rocket to Russia. Fue reemplazado por Marky Ramone.

## Trayectoria
Su actividad en la banda, si bien fue corta, ayudó a conformar el espíritu de Ramones. Un ejemplo de esto es el haber compuesto el tema "Blitzkrieg Bop", considerado por muchos fanáticos como el mejor del grupo e incluso definido en muchas ocasiones por la crítica como la primera canción del punk. Después de algún tiempo de su partida regresó a la banda, ya no como miembro sino como productor y editor de sus discos.
Se destacó también por la invención de un estilo de batería que luego fue tomado por los posteriores bateristas de la banda.
Su último proyecto musical fue la banda de bluegrass Uncle Monk junto a Claudia Tienan.

## Fallecimiento
El 11 de julio de 2014, falleció a la edad de 65 años en Queens, Nueva York como consecuencia del colangiocarcinoma (cáncer de vías biliares) siendo el último miembro original fundador de la banda Ramones que quedaba con vida.

## Discografía

### Discografía con los Ramones
- Ramones (1976)
- Leave Home (1977)
- Rocket to Russia (1977)
- Road to Ruin (1978, solo como productor)
- It's Alive (1977)
- Too Tough to Die (1984, solo como productor)
- Brain Drain (1989, solo como productor)
- NYC 1978 (2003)

### Discografía con Uncle Monk
- Uncle Monk (2006)